# Enzo Poli
Enzo Poli (Lucca, 27 ottobre 1913 – Roma, 19 aprile 1975) è stato un politico italiano.

## Biografia
Laureato in scienze economiche e commerciali, è funzionario pubblico. Esponente del Partito Socialista Democratico Italiano, viene eletto deputato per il PSDI nel 1972, eletto nel collegio di Pisa. Morì il 19 aprile 1975 in seguito a un incidente aereo avvenuto in fase di atterraggio all'Aeroporto di Roma-Urbe, da deputato in carica. Venne sostituito alla Camera dei deputati da Giuseppe Averardi.